# 莫倫西 (密歇根州)
莫倫西（英語：Morenci）是一個位於美國密歇根州萊納維縣的城市。

## 人口
根據2020年美國人口普查的數據，莫倫西的面積為5.49平方千米，當中陸地面積為5.49平方千米，而水域面積為0.00平方千米。當地共有人口2270人，而人口密度為每平方千米413人。